# Orgue del Convent de Sant Francesc (Inca)
L'orgue del Convent de Sant Francesc està situat al Convent de Sant Francesc, a Inca.

## Descripció
L'església on es troba l'orgue, juntament amb el claustre de Sant Francesc és una construcció barroca (finals del s.XVIII - principis del s.XIX).
Una de les seves principals característiques estètiques és la planta rectangular, d'una única nau dividida en sis trams i capelles laterals. Està coberta de volta de mig canó amb llunetes. La façana té una gran rosassa acabada amb dues grans volutes als extrems.
El claustre té forma quadrada i consta de set arcs de mig punt a cada un dels costats.
Al centre hi ha el coll d'una cisterna barroca (1747).

## Orgue

### Història
Aquest convent franciscà va ser el segon d'aquest orde fundat a l'illa. La fundació d'aquest es remunta al segle XIV: va ser el papa Joan XXII qui el 1325 va autoritzar als franciscans de Barcelona a establir aquesta casa a Inca, l'església de la qual es va aixecar en aquell mateix segle, en part gràcies a un llegat testamentari de Gerard Llull. Amb la reforma del cardenal Cisneros, el 1494 el convent va passar a la rama dels observants.
Al començament del segle xvii va ser quan es va instal·lar un orgue amb aportacions dels jurats i el consell de la vila.
Va ser en el segle xviii quan es va construir l'església actual dins l'estil barroc i neoclàssic.
L'any 1789, durant la visita de Berard l'instrument va ser descrit com a: "Organo pequño al medio del antepecho del coro."
A l'any 1909 es va fer un inventari per lliurar el convent als fransciscans de la TOR, i apareix: "Objetos del coro. Un asiento para el organista. Un armonium con tres registros en buen estado. Un órgano antiguo con 2 teclados y 9 registros en muy mal estado."
Gràcies a l'organista P. Joan Rubí, que tenia un quadern d'orgue, es pot saber que l'orgue disposava d'aquests registres: Flautat, Octava, Ple, Corneta i Trompeta real a Orgue Major i Flautat, Tapadet, Octava, Nasard i Dolçaina a la Cadireta.
Dia 15 de novembre de 1940 es va inaugurar un orgue pneunmàtic de segona mà que procedia de la capella de Santa Anna de l'Almudaina. L'orgue havia estat construit per la Casa Eleizgaray de Azpeitia a 1933, encarregat per Mn. Joan Mª Thomàs.
Antoni Mulet va repassar i afinar l'instrument l'any 1993 gràcies al concert del centenari dels franciscans.
Després de bastants anys sense utilitzar l'instrument, el 1998, el prior Jaume Puigserver va encarregar la recuperació al mateix Antoni Mulet, i va ser inaugurat l'octubre del 2000 amb un concert de l'organista italià Roberto Marini.
L'any 2002, l'orgue d'Eleigaraiz es va desmuntar i traslladar al convent de Sant Antoni d'Artà i, gràcies a una donació, va ser instal·lat l'orgue actual, el qual va construir Gerhard Grenzing.

### Descripció/Disposició
L'orgue està situat en el centre del cor. Es troba en bon estat i es fa servir habitualment.
Es tracta d'un instrument de dos teclats manuals de 56 notes i pedaler pla de 30 notes.
La transmissió és mecànica tant als pedals, que són de mecànica penjada, com als registres.
El Trèmol és de canal o "temblant douce" de Dom Bedos.
Diapassó: a' = 440 a 16º.
Temperament no igual.
Segueix l'ordre diatònic a la primera octava i mitja, la resta és cromàtic.

#### Orgue Major (Manual I)
- El primer joc començant per la façana és l'Octava que té els baixos a la façana.
- El segon joc és el Ple III 1' 1/3 amb les seves repeticions.
- El tercer joc és el Nasard 17ª 1' 3/5.
- El quart joc és el Nasard 12ª 2' 2/3.
- El cinquè joc és el Flautat 8'.

#### Positiu (Manual II)
- El primer joc començant per la part davantera és la Quinzena 2'.
- El segon joc és la Flauta xemeneia 4'.
- El tercer joc és el Bordó 8'.
- El quart joc és l'Oboè 8' situat dins una arca d'ecos amb expressió.

#### Pedaler
Va col·locat darrere l'orgue i segueix l'ordre diatònic.
- El primer joc començant per la part de la cara és la Trompeta 8'.
- El segon joc és el Trombó 16'. És extensió del joc anterior.
- El tercer joc és el Flautat 8'. Tubs de metall.
- El quart joc és el Contrabaix 16'. Tubs de fusta. És extensió de l'anterior.